# Corinna bonneti
Corinna bonneti är en spindelart som beskrevs av Lodovico di Caporiacco 1947. Corinna bonneti ingår i släktet Corinna och familjen flinkspindlar.
Artens utbredningsområde är Guyana. Inga underarter finns listade i Catalogue of Life.